# Esperanto Desperado
Esperanto Desperado est un groupe de rock international. Après la scission du groupe en 2005, les membres d’Esperanto Desperado forment deux groupes : EspoDespo et Hotel Desperado.

## Biographie
Le groupe est formé en 1996 par Kim J. Henriksen,, avec Helle, Amir, Kimo et sa sœur, Birgitta Maria. Au début, le groupe se nomme Brokantaĵoj (« invendus »), car ils jouent d'abord plusieurs reprises d’Amplifiki.
En 1997, le groupe se rebaptise Esperanto Desperado, car en jouant souvent en danois, il était difficile pour eux de comprendre et de prononcer leur propre nom. Sous ce nouveau nom, ils jouent un concert, sont invités à la radio danoise, puis y jouent en direct : un succès instantané avec ce nouveau nom.
En l’an 2000, le groupe publie son premier disque compact chez Vinilkosmo, broKANTAĴOJ (« bro- chansons »). Le nom de l’album (à l’origine le nom du groupe) continue la tradition de jeux de mots dans les noms de groupes de musique espérantophone. L’album était composé de chansons enregistrées par le groupe et de quelques morceaux plus anciens d’Amplifiki. En plus d’Amir Hadžiahmetović, dans le CD on trouve une participation de : Thomas Crowfurd, Brian Laustsen, Helle Eble Cleary, Kim J. Henriksen (Kimo) ; sur le second CD Hotel Desperado, Nis Bramsen remplace le batteur Thomas Crowfurd. Sur cet album a joué aussi au djembé et aux percussions Mark Dziwornu du Ghana.
Début 2005, les membres décident de se séparer. Le dernier concert du groupe s'effectue au congrès international des jeunes espérantophones de 2005. Après la scission du groupe en 2005, les membres d’Esperanto Desperado forment deux groupes : EspoDespo et Hotel Desperado.

## Style musical
Leur style musical se caractérise par des chansons rythmées, dansantes et restant à l’oreille, avec des textes écrits à l'origine en espéranto. Le groupe était actif au Danemark. Les membres, venus de divers endroits, tels que le Danemark, la Pologne, la Bosnie et du Ghana, habitaient tous à Copenhague. Leurs morceaux sont principalement composés par Amir Hadžiahmetović, les textes par Kim J. Henriksen et Helle Eble Cleary, ainsi que quelques autres auteurs. Le groupe joue un mélange de différents styles principalement pop rock, afro, et ska.